# Andris Ārgalis
Andris Ārgalis (ur. 18 sierpnia 1944 w rejonie valmierskim) – łotewski polityk i samorządowiec, burmistrz Rygi w latach 2000–2001. 

## Życiorys
Po ukończeniu technikum studiował cukiernictwo na Wydziale Technologii Żywności Jełgawskiej Akademii Rolniczej, następnie pracował w punktach gastronomicznych Rygi (m.in. na stanowiskach dyrektorskich). Zajmował się hodowlą i sprzedażą kwiatów (tulipanów i narcyzów), będąc jednocześnie przewodniczącym Łotewskiego Towarzystwa Ogrodnictwa i Pszczelarstwa. W 1995 rozpoczął pracę w administracji samorządowej Przedmieścia Vidzemskiego (Vidzemes priekšpilsēta) w Rydze, w latach 1996–1997 był dyrektorem wykonawczym dzielnicy. 
W 1997 został wybrany do Rady Miejskiej Rygi z list ugrupowania Dla Ojczyzny i Wolności/Łotewski Narodowy Ruch Niepodległości, stając na czele Komisji Rozwoju Miasta. Sprawował funkcję pełnomocnika samorządu w Ryskim Porcie Handlowym, był członkiem jego zarządu. W latach 2000–2001 pełnił urząd burmistrza Rygi. Na czas sprawowania urzędu przypadły uroczystości 800-lecia Rygi. W 2001 ponownie uzyskał mandat radnego miasta, a rok później z powodzeniem startował w wyborach do Sejmu z listy Partii Ludowej. W 2005 ponownie uzyskał mandat radnego Rygi, zostając jej wiceburmistrzem (do 2009). Objął funkcję prezesa zarządu Wolnego Portu Rygi.  
Został odznaczony Orderem Trzech Gwiazd.